# Operazione Sutton
L'operazione Sutton era il nome in codice dello sbarco principale avvenuto il 21 maggio 1982 nella baia di San Carlos, nell'isola Falkland Orientale, da parte del corpo di spedizione britannico inviato nell'Atlantico del Sud durante la guerra delle Falkland. L'operazione anfibia britannica ebbe pieno successo e provocò la violenta reazione delle forze armate argentine che cercarono di impedire la costituzione di una testa di ponte; per alcuni giorni venne combattuta nell'area degli sbarchi l'accanita battaglia aeronavale di San Carlos. 

## Preparativi
A partire dalla metà del mese di maggio 1982 la forza di spedizione dell'ammiraglio John "Sandy" Woodward era ormai pronta, dopo il lungo viaggio attraverso l'oceano Atlantico, alla fase decisiva della campagna di riconquista delle isole Falkland, occupate di sorpresa il 2 aprile 1982 dalle forze armate argentine. L'ammiraglio Woodward disponeva di un notevole complesso aeronavale e anfibio in grado di assicurare la superiorità locale intorno all'arcipelago e di impedire un intervento della marina argentina, ma le forze terrestri disponibili erano limitate; si trattava della 3ª Brigata di Commando dei Royal Marines (cui erano stati aggregati due battaglioni di paracadutisti) e della 5ª Brigata di fanteria che peraltro era ancora in viaggio essendo salpata da Southampton solo il 12 maggio. 

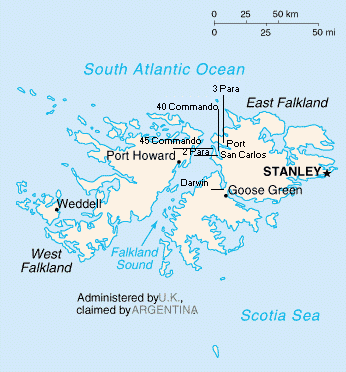
Una carta delle isole Falkland con evidenziata la zona dello sbarco a San Carlos

La guarnigione argentina delle isole al comando del generale Mario Menendez era numerosa, 10 000 soldati, ed equipaggiata con artiglieria campale da 105 e 155 mm e mezzi corazzati leggeri Panhard AML, 12 AML-90 dallo Escuadron de Exploracion Caballeria Blindada 181 più altri dallo Escuadron de Exploracion Caballeria Blindada 10, concentrati a Port Stanley, contro i quali i britannici potevano opporre solo mezzi blindati leggeri dotati al più di cannoni da 75 mm, e una larga dotazione di missili anticarro Milan. Divenne quindi essenziale individuare un luogo di sbarco strategicamente idoneo per permettere la costituzione di una testa di ponte senza immediate interferenze nemiche. Alcune missioni segrete di ricognizione effettuate sulle isole ai primi di maggio da reparti del SAS e del SBS permisero di raccogliere preziose informazioni sullo schieramento delle truppe argentine e sulle caratteristiche delle coste e del territorio.
Dalle ricognizioni degli incursori si apprese che il generale Menendez aveva preferito concentrare il grosso delle sue forze a difesa della capitale Port Stanley, sulla costa est della Falkland Orientale, lasciando solo piccoli distaccamenti a Port Darwin, Goose Green, Fox Bay nella Falkland Occidentale e nelle isole Pebble; gran parte delle coste erano praticamente indifese. L'alto comando britannico decise quindi di effettuare lo sbarco principale nella baia di San Carlos sulla costa ovest della Falkland Orientale, un'area priva di difese argentine caratterizzata da spiagge idonee per lo sbarco e relativamente al riparo da attacchi aerei grazie alle colline circostanti la baia. Lo sbarco della 3ª Brigata Commando nella baia di San Carlos, denominato in codice operazione Sutton, venne previsto per la mattina del 21 maggio 1982 e venne preceduto da una serie di operazioni secondarie che sviarono l'attenzione del comando argentino e indebolirono preliminarmente le forze avversarie; il 14 maggio un reparto del SAS attaccò l'isola Pebble e distrusse al suolo cinque aerei d'attacco leggeri FMA IA-58 Pucará e altri velivoli, mentre bombardamenti aeronavali furono effettuati nell'area di Port Stanley.
La mattina dello sbarco, il cacciatorpediniere HMS Glamorgan sparò 136 colpi di cannone nel Berkley Sound come diversivo, in quello che venne definito scherzosamente il saluto per il compleanno del comandante, dopo di che si riunì al resto della forza da sbarco.

## Lo sbarco
Lo sbarco riuscì a mettere a terra dalle navi da assalto anfibie e dalle navi civili requisite la quasi totalità della 3 Commando Brigade, anche se il grosso della logistica venne costituito con grandissime difficoltà e nei giorni seguenti. L'opposizione fu molto scarsa anche perché nell'area vi erano pochissime truppe argentine, nello specifico l'Equipo de Combate Güemes, una sezione di fucilieri al comando del sottotenente Oscar Roberto Reyes del Regimiento Infanteria 25 (40 uomini) ed una sezione di appoggio al comando del sottotenente José Alberto Vásquez del RI 12 (20 uomini), in due posti di osservazione sulle alture del promontorio di Fanning Head. Questi vennero martellati e messi in fuga dai paracadutisti, ma solo dopo un sostenuto scambio di fuoco di armi leggere ed un intenso bombardamento navale; gli argentini abbatterono anche due elicotteri Gazelle britannici uccidendo tre membri degli equipaggi su quattro, e i britannici sostengono che questi vennero colpiti deliberatamente in acqua dopo l'abbattimento mentre cercavano di salvarsi.